# 百度经验
百度经验是百度继百度知道、百度百科、百度文库三大知识社区之后，百度又推出的一款知识社区产品，测试版于2010年10月上旬上线。

与知道相比，经验的内容侧重于解决问题的具体步骤。百度经验的内容无法修改，版权由作者和百度共同拥有。

## 其他
百度經驗由於可以提現，所以應管理部門的要求，要求所有用戶進行實名認證。